# Man walking to the sky
Man walking to the sky (littéralement en français : l'Homme marchant vers le ciel) est une sculpture de Jonathan Borofsky installée depuis 1992 dans l'espace public à Cassel en Allemagne,.